# Naft Maysan
El Naft Maysan (en árabe: نادي نفط ميسان‎) es un equipo de fútbol de Irak que juega en la Super Liga de Irak, la liga de fútbol más importante del país.

## Historia
Fue fundado en el año 1963 en la ciudad de Amarah, del gobierno de Maysan con el nombre Maysan y es un equipo que es financiado con petróleo desde el 2003 cuando el club fue refundado, además de ser el club de fútbol más viejo de Maysan.

## Jugadores destacados
- Thamer Bargash
- Rida Nasr Allah
- Khodor Salameh
- Saban Hasan
- Nasser Talla Dahilan
- Mateo Embota